# Architekturpreis NRW
Der Architekturpreis NRW wird seit 1998 vom Landesverband Nordrhein-Westfalen des Bundes Deutscher Architekten in drei- bis vierjährlichem Rhythmus an Architekten und Bauherren gemeinsam für Bauwerke der letzten fünf Jahre in NRW verliehen, die bereits von Regionalgruppen prämiert worden waren. Der Preis dient der Förderung der Baukultur und ist nicht dotiert.

## Verfahren

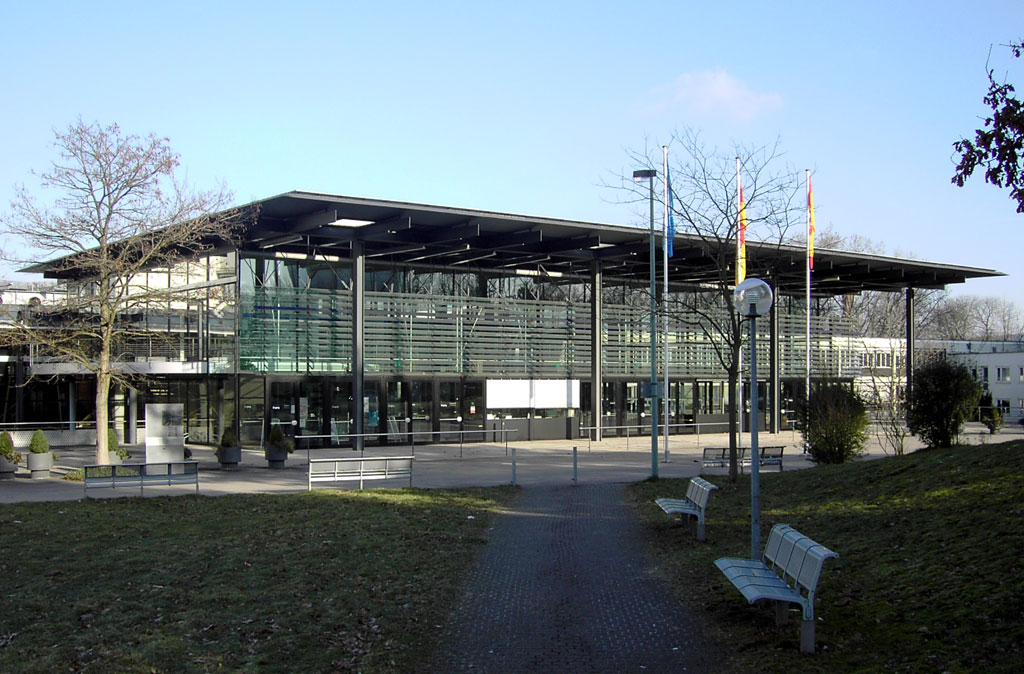
Der Bonner Bundestag (1993)

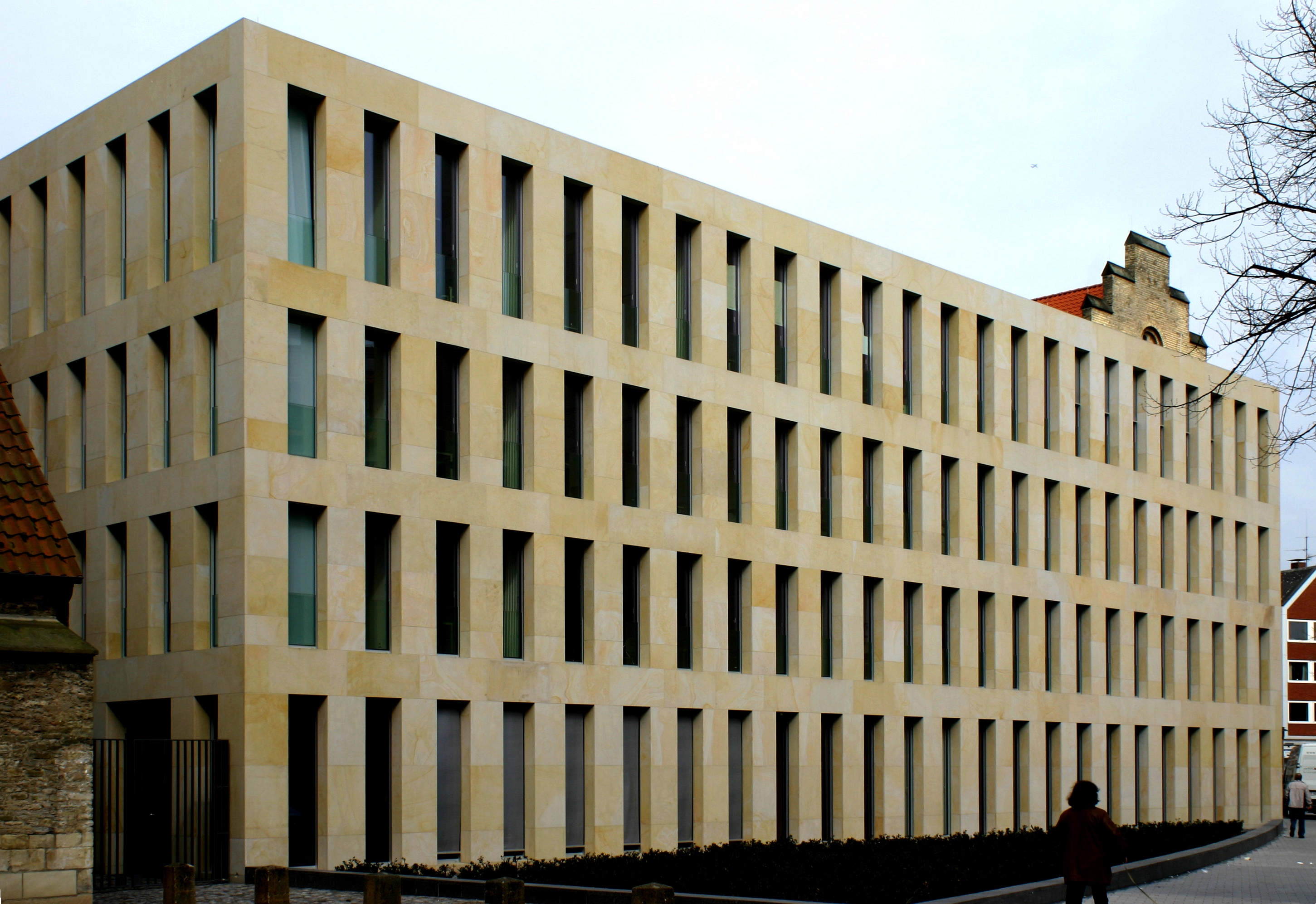
Ostflügel der Diözesan-Bibliothek, Münster

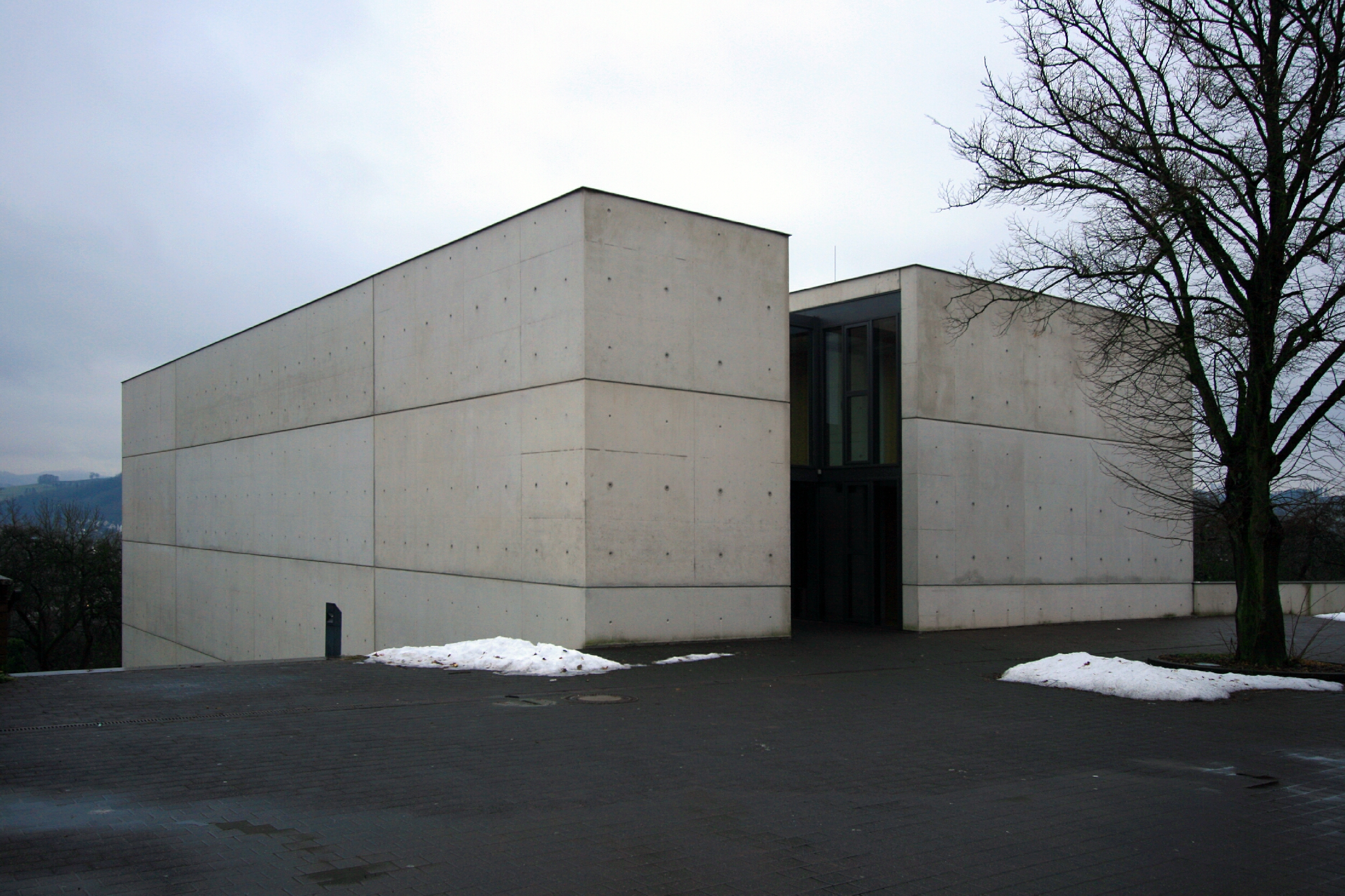
Haus der Stille, Meschede

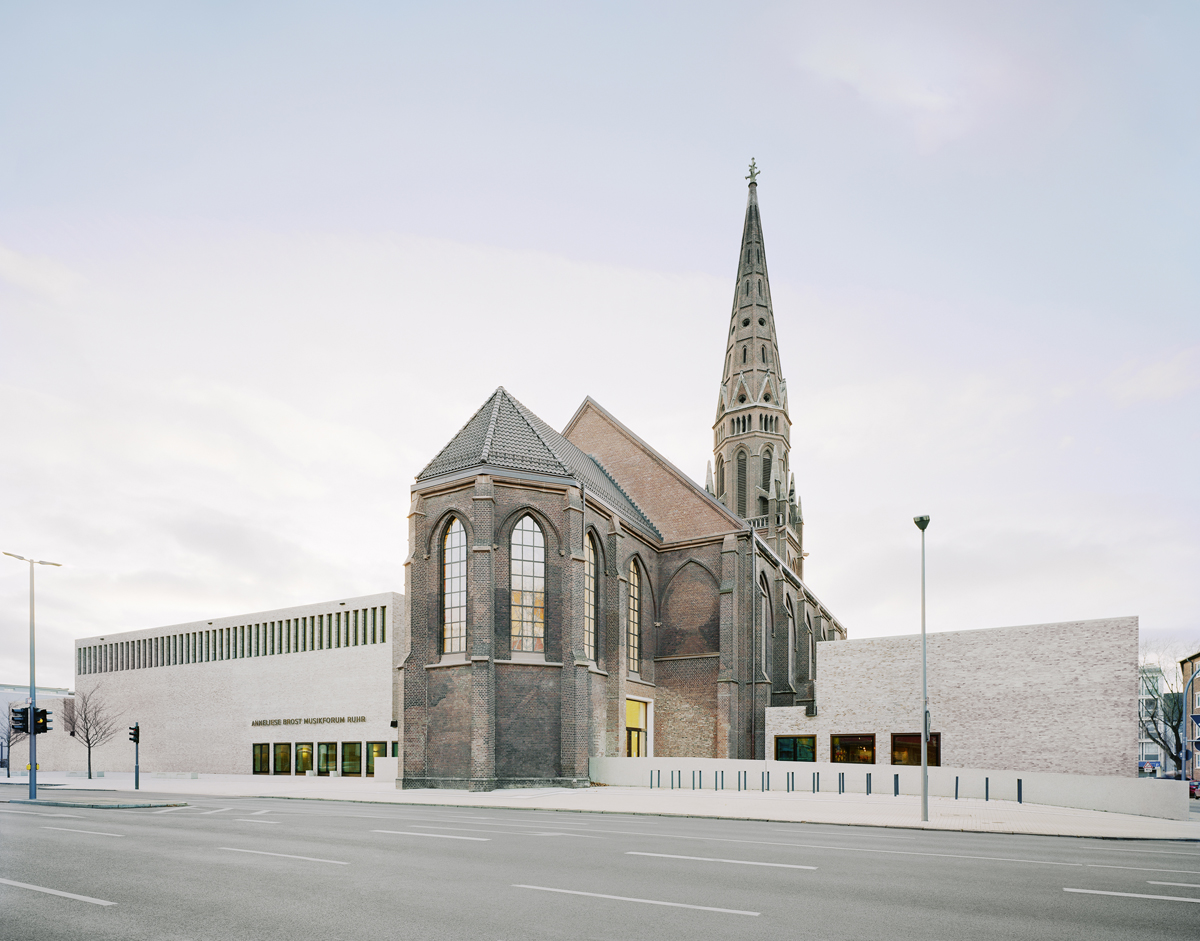
Anneliese Brost Musikforum Ruhr in Bochum (2016)

Der Architekturpreis NRW steht unter der Schirmherrschaft des jeweiligen Bauministers des Landes NRW.
Eine unabhängige Jury von mindestens drei Architekten von außerhalb Nordrhein-Westfalens, einem Architekturjournalisten oder -publizisten und einer Persönlichkeit des öffentlichen Lebens sowie einem Vertreter des Auslobers (als Berater ohne Stimmrecht) wählt aus den Prämierungen der zurzeit 16 Regionalgruppen, die Auszeichnungen guter Bauten, darunter den Kölner Architekturpreis, vergeben hatten, 10 gleichwertige Auszeichnungen (bis 2001 "Preise") aus. Seit 2004 wählen anschließend in einem schriftlichen Verfahren, an dem alle etwa 1000 Mitglieder des Landesverbandes teilnehmen können, aus den 10 Auszeichnungen die Arbeit, die den "Architekturpreis NRW" erhält. Alle etwa 50 nominierten Objekte (aus etwa 500 der Vorverfahren) werden ausgestellt und in einem Katalog veröffentlicht. Die zu prämierenden Objekte werden von je einem Mitglied der Vorverfahren der Jury vorgestellt. Preisträger und die 9 Ausgezeichneten erhalten eine Urkunde, der jeweilige Bauherr dazu eine Plakette, die am Bau angebracht werden kann. Die Preisträger und die Auszeichnungen werden für den Große-Nike-Preis des BDA Bundesverbandes nominiert.

## Preisträger
- 1998: 10 Preise und ein Sonderpreis für den Plenarbereich des Deutschen Bundestages (1993) in Bonn; Bauherr: Deutscher Bundestag; Architekten: Behnisch & Partner, Stuttgart
- 2001: 9 Preise
- 2004: Haus der Stille, Gästehaus der Benediktinerabtei Königsmünster in Meschede; Architekt: Peter Kulka  mit Konstantin Pichler, Köln; Bauherr: Benediktiner-Abtei Königsmünster, Meschede
- 2007: Diözesanbibliothek, Priesterseminar und Verwaltungsbauten des Bischöflichen Generalvikariats, Münster; Architekt: Max Dudler, Berlin; Bauherr: Bischöfliches Generalvikariat, Münster
- 2011: Kolumba, Kunstmuseum des Erzbistums Köln (2007); Architekt: Peter Zumthor und Rainer Weitschies, Haldenstein; Bauherr: Generalvikariat des Erzbistums Köln
- 2015: Immanuelkirche und Gemeindezentrum in Köln; Architekt: Sauerbruch Hutton Architekten, Berlin; Bauherr: Evangelische Brückenschlaggemeinde Köln-Stammheim-Flittard
- 2018: Anneliese Brost Musikforum Ruhr, Bochum von Bez+Kock Architekten; Haus Grau, Aachen von AMUNT; Besucherzentrum Sparrenburg und Informationspunkt Parklandschaft Johannisberg, Bielefeld von Max Dudler; Studentischer Wohnhof, Bonn von Uwe Schröder; Die Wehrhahn-Linie von netzwerkarchitekten; Sammlung Philara, Düsseldorf von Sieber Architekten; Folkwang Universität der Künste, Essen von Mahler Günster Fuchs; Baulücke Köln von Wolfgang Zeh[1]